# Acuerdo comercial de servicios a través del estrecho de Taiwán
El acuerdo comercial sobre los servicios a través del estrecho (chino: 海峽兩岸服務貿易協議; pinyin: Hǎixiá Liǎng'àn Fúwù Màoyì Xiéyì) es un acuerdo firmado entre la China continental y Taiwán. Se trata de un acuerdo que tiene como objetivo reducir las barreras económicas y comerciales entre ambos países. Este acuerdo es considerado como consecuencia del Acuerdo Marco de cooperación económica entre China y Taiwán firmado en Chongqing en junio de 2010. La oposición a este acuerdo ha sido simbolizada por el movimiento estudiantil Girasol.

## Contexto
Este acuerdo fue firmado entre la fundación de intercambios a través del estrecho (Straits Exchange Foundation en inglés) y la asociación por las relaciones a través del estrecho de Taiwán (Association for relations across the taiwan straits en inglés) el 21 de junio de 2013 en Shanghái.

## Acuerdo
El acuerdo consta de 4 capítulos y 24 artículos. Se trata de una apertura de 64 sectores de industrias taiwanesas a la inversión de China continental, a cambio de la apertura de 80 industrias chinas. 

## Manifestaciones contra este acuerdo

### Manifestación taiwaesa

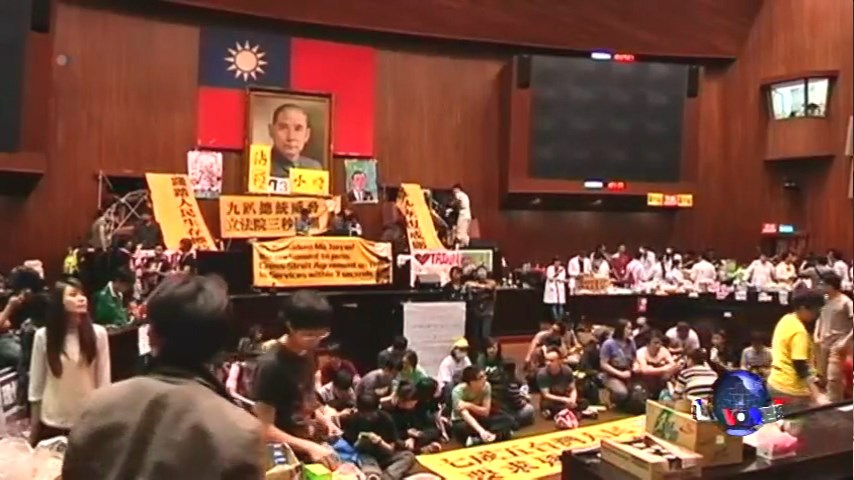
Manifestantes dentro del Yuan Legislativo

El 18 de marzo de 2014, los manifestantes, llamados el movimiento estudiantil Girasol, invadieron el anfiteatro del Parlamento taiwanés, manifestando contra la aprobación forzosa de este acuerdo en el Yuan Legislativo. Los manifestantes fueron rodeados por la policía taiwanesa y la electricidad del edificio fue cortada durante las manifestaciones.

### Descontento en China continental
Este acuerdo ha provocado también numerosos debates sobre la web en China. Según un sondeo realizado por Phoenix Television, 96% de los internautas chinos están en contra de la promulgación de este acuerdo. Según ellos, es desigual para los comerciantes chinos (apertura de 64 sectores de industrias taiwanesas contra 80 industrias chinas) cuyo único objetivo es la reunificación de China continental y Taiwán.